# Atletas Olímpicos Independentes nos Jogos Olímpicos de Verão de 2012
O Comitê Olímpico Nacional das Antilhas Neerlandesas, que planejava continuar funcionando após a dissolução do país, teve a sua filiação cancelada pelo Comitê Executivo do Comitê Olímpico Internacional na sessão de junho de 2011. No entanto, os atletas antilhanos que se qualificaram para os Jogos Olímpicos de Verão de 2012 foram autorizados a participar de forma independente sob a bandeira olímpica.
Em 21 de julho de 2012, o COI anunciou uma autorização especial para o maratonista sul-sudanês Guor Marial competir nos Jogos. Marial, que vive nos Estados Unidos e é um refugiado, participou do evento de forma independente e sob a bandeira olímpica como Atleta Olímpico Individual.